# میرشیخ حیدر
میرشیخ حیدر، روستایی است از توابع بخش مرکزی شهرستان سردشت استان آذربایجان غربی ایران.

## جمعیت
این روستا در دهستان بریاجی قرار داشته و بر اساس سرشماری سال ۱۳۹۵ جمعیت آن ۳۲۹ نفر (۶۱ خانوار)
بوده‌است.